# Aristotelia serrata
Aristotelia serrata A.Camus – gatunek roślin z rodziny eleokarpowatych (Elaeocarpaceae). Występuje endemicznie w Nowej Zelandii. 

## Morfologia
PokrójDrzewo dorastające do 10 m wysokości. Pień osiąga 30 cm średnicy. Kora gałęzi jest owłosiona i ma zazwyczaj barwę od jasno- do ciemnoczerwonej.
LiścieUlistnienie jest naprzemianległe lub niemal naprzemianległe. Blaszka liściowa jest naga (owłosienie występuje tylko przy żyłkach od spodniej strony), błoniasta i ma szeroko jajowaty kształt. Mierzy 5–12 cm długości oraz 4–8 cm szerokości, jest głęboko, podwójnie, nieregularnie, ostro ząbkowana na brzegu, ma spiczasty wierzchołek. Ogonek liściowy jest smukły, owłosiony i ma mniej więcej 5 cm długości.
KwiatyLiczne, zebrane w wiechy o długości 6–10 cm. Pojedyncze kwiaty mają 4-6 mm średnicy, osadzone są na smukłych, owłosionych szypułkach o długości 5-10 mm. Mają 4 owłosione działki kielicha o jajowatym kształcie i długości mniej więcej 3 mm. Płatki są 4, potrójnie (często głęboko) klapowane, mierzą około 9 mm długości. Pręciki są liczne, osadzone na gruczołowatym, krótko owłosionym dysku. Zalążnia jest 3-4-komorowa, z 3-4 słupkami.
OwoceJagody dorastające do mniej więcej 5 mm długości i 4 mm średnicy, są jasno- lub ciemnoczerwone lub przybierają niemal czarną barwę. Nasion jest mniej więcej 8, są kanciaste.

## Biologia i ekologia
Jest rośliną dwupienną. Kwitnie od września do grudnia, natomiast owoce dojrzewają od listopada do stycznia. 

### Zastosowanie
Liście stosowane są przy oparzeniach, reumatyźmie, czyrakach, czy bólu oczu. Natomiast kora tego gatunku zanurzona w zimnej wodzie może pomagać przy problemach z oczami.